# مایک اسپنس
مایکل هندرسون اسپنس (انگلیسی: ‎Michael Henderson Spence‎؛ زادهٔ ۳۰ دسامبر ۱۹۳۶ در کرویدون، ساری، درگذشتهٔ ۷ مهٔ ۱۹۶۸ در ایندیاناپلیس، ایندیانا) رانندهٔ مسابقات اتومبیل‌رانی اهل بریتانیا بود که از فصل ۱۹۶۳ تا ۱۹۶۸ در مجموع در ۳۷ گراند پری از مسابقات جهانی فرمول یک شرکت کرد.
اسپنس در طول دوران فعالیت خود در فرمول یک، ۱ بار بر روی سکو رفت و ۲۷ امتیاز را به نام خود به‌ثبت رساند.
اسپنس در ۷ مهٔ ۱۹۶۸ بر اثر تصادف رانندگی در مرحلهٔ تمرین در ایندیاناپلیس، ایندیانا درگذشت.